# Blas Bruzual
Blas Bruzual y Veloz (Cumaná o Barcelona, Venezuela, 1808-Nueva York, Estados Unidos, 8 de enero de 1882) fue un político y militar venezolano.

## Biografías
Hijo de Francisco Bruzual y Beaumont y de Bruna Veloz. Padre del presidente venezolano Manuel Ezequiel Bruzual. Combatió en el asedio de Puerto Cabello, en 1826 se une al batallón 1.º de Antioquía en Santa Marta como subteniente. En 1831 estudia matemáticas y enseña en el Colegio Nacional de Cumaná y en 1835 se une a la Revolución de las Reformas. Vencido, huye a Nueva Granada. Encarcelado por el presidente Pedro Alcántara Herrán por unirse a sus opositores, se fuga en 1841 y se une al rebelde general José María Obando como coronel durante la Guerra de los Supremos. Vuelve a Venezuela en 1843 para dedicarse a defender en Barcelona las ideas liberales. En 1846 apoya la candidatura de José Gregorio Monagas frente al oligarca José Tadeo Monagas y al liberal Antonio Leocadio Guzmán en las elecciones presidenciales de Venezuela de 1846. Ocupa el cargo de gobernador de la provincia de Caracas durante el gobierno de José Tadeo en 1849. Consejero del presidente José Gregorio en 1853, se une a los rebeldes en la Guerra Federal y se hace consejero del presidente Juan Crisóstomo Falcón y representa en 1864 a su país en Washington D. C. En 1872 trae los restos de su hijo desde Curazao.